# 塩屋古麻呂
塩屋 古麻呂（しおや の こまろ、生没年不詳）は、奈良時代の官人・明法家。氏は塩家、名は吉麻呂とも記される。姓は連。官位は外従五位下・大学頭。

## 出自
塩屋氏（塩屋連）は葛城襲津彦の後裔で葛城氏の一族と称する皇別氏族。氏の名称は伊勢国奄芸郡塩屋郷（現在の三重県鈴鹿市稲生町塩屋一帯）に由来するという。

## 経歴
養老5年（721年）元正天皇の詔により、佐為王・紀男人・日下部老・山田三方・山上憶良・紀清人らとともに、退朝後に教育係として皇太子・首皇子（のちの聖武天皇）に侍するよう命じられる。まもなく、元正天皇が官人の中から学業に優れ人々の模範とするに堪える者を選んで褒賞を与えた際、明法に優れるとして、矢集虫麻呂とともに絁15疋・絹糸15絇・麻布30端・鍬20口を与えられている（この時の位階は従七位下）。また養老律令の撰定に加わり、養老6年（722年）にはその功労として矢集虫麻呂とともに5町の功田を与えられている。
矢集虫麻呂とともに神亀年間（724年 - 729年）の宿儒と称され、神亀3年（726年）の太政官符には「令師匠正七位下」と記されている。
聖武朝の天平11年（739年）外従五位下に昇叙され、時期は不明ながら、明法博士・判事・大学頭を歴任した。しかし、天平12年（740年）に発生した藤原広嗣の乱に連座し、天平13年（741年）正月になって中臣名代・大倭小東人らとともに配流された。
孝謙朝の天平宝字元年（758年）過去に下賜された功田の等級を定めることになった際、矢集虫麻呂・塩屋古麻呂ら養老律令撰定者たちの功田は、筆と小刀を執り律令の条文を定めた手柄は大きいが、極めて困難であったわけではない、と判定され、大宝律令撰定者らと同じ「下功」として子に相続されるものとなった。
『懐風藻』に長屋王の邸宅で行われた宴で詠んだ漢詩作品1首（五言律詩）が採録されている。

## 官歴
注記のないものは『続日本紀』による。
- 時期不詳：従七位下
- 養老5年（721年） 正月27日：賜絁15疋・絹糸15絇・麻布30端・鍬20口
- 養老6年（722年） 2月27日：賜田5町
- 神亀3年（726年） 11月15日：見正七位下[8]
- 時期不詳：正六位上
- 天平11年（739年） 正月13日：外従五位下
- 時期不詳：明法博士[9]。判事[10]。大学頭[11]
- 天平13年（741年） 正月22日：配流